# Louis de Brouckère
Louis de Brouckère (Roeselare, 31 mei 1870 - Brussel, 3 juni 1951) was een Belgisch socialistisch politicus. 

## Levensloop
Louis Gustave Jean Marie Théodore de Brouckère was de zoon van Gustave Adolphe Eugène Sylvain De Brouckère (1829-1887), "spinmeester", en van Léonie Sylvie Tant (1839-1874). Hij erfde van zijn ouders de zogenaamde "Châlet de Brouckère" of "Villa de Brouckère" te Torhout (Groenhovestraat 40), gebouwd in de jaren 1860 als buitenverblijf midden een uitgestrekt bosperceel. 
De Brouckère was doctor in de wetenschappen en werd hoogleraar aan de Université libre de Bruxelles (ULB). Reeds op jonge leeftijd militeerde hij in socialistische organisaties. Door toedoen van Emile Vandervelde werd hij lid van de Belgische Werkliedenpartij. 
De Brouckère was een fervent tegenstander van het militarisme en was een actief pleitbezorger voor de vrede. In 1898 werd hij veroordeeld tot zes maanden gevangenisstraf wegens een antimilitaristisch artikel in het tijdschrift Le Conscrit. Hij werd redacteur buitenland van het socialistische dagblad Le Peuple. Later werd hij er hoofdredacteur en directeur.
Louis de Brouckère was gemeenteraadslid van Brussel tussen 1896 en 1904 en provincieraadslid in Brabant tussen 1900 en 1906. In 1917 werd hij kabinetschef van Emile Vandervelde, de toenmalige minister van Militaire en Burgerlijke Intendantie. Tussen 1925 en 1932 was hij senator.
De Brouckère is vooral bekend vanwege zijn activiteiten op internationaal gebied. Hij was in de periode tussen 1923 en 1926 de Belgische afgevaardigde in de Volkenbond. Tevens was hij lid van het Bureau van de Tweede Internationale en werd hij voorzitter van diens opvolger, de Socialistische Arbeidersinternationale.
In de Tweede Wereldoorlog was hij in Londen actief in de Belgische politieke kringen en was er vicevoorzitter van het Belgisch Comité voor de Naoorlogse Problemen onder het voorzitterschap van Paul van Zeeland met wie hij de idee van een West-Europese economische en muntunie uitwerkte. Als eerste stap werd op 5 september 1944 de Benelux opgericht als tolunie tussen België, Nederland en Luxemburg.
In 1934 werd Louis De Brouckère lid van de Belgische Koninklijke Academie en in 1945 werd hij benoemd tot minister van Staat.
Na zijn dood werd, binnen de socialistische partij, een Stichting Louis de Brouckère opgericht.
Hij is geen afstammeling van Charles of Henri de Brouckère
De grootvader van Louis de Brouckère was Charles de Brouckère, notaris en burgemeester van Roeselare. De dochter van Louis de Brouckère, Lucia de Brouckère, werd hoogleraar scheikunde aan de ULB.

## Villa De Brouckère in Torhout
In zijn villa in Torhout nodigde hij als socialistisch intellectueel belangrijke socialistische figuren uit, o.a. Élisée Reclus, een Frans geograaf en anarchist die er een tijdje verbleef begin de 20ste eeuw en er overleed in 1905. Reclus was de hartsvriend van Flore Tant, de stiefmoeder van Louis de Brouckère, die de geleerde in zijn laatste uren bijstond. Ook nationale en buitenlandse socialistische voormannen kwamen bij hem in de villa op bezoek.  
De villa werd gerenoveerd in de jaren 1990 en bevindt zich in een bosperceel afgesloten met een haag. Aan de straatkant zijn er bakstenen hekpijlers met een beschilderde houten poort. Rondom de villa is er een grasperk met vijver aansluitend bij het bos. De villa is een eclectisch gebouw op een rechthoekige, verspringende plattegrond in rode baksteen met gebruik van arduin (plinten), banden en sierelementen. De voorgevel heeft een breed portaalrisaliet, oplopend in een neogotisch getinte puntgevel met geknikte dakoverstekken. De woning heeft en rondboogportaal met bovenlicht met glas-in-lood, met erboven een arduinen balkon op consoles. 
Het interieur bestaat uit een hall met neoclassicistische aankleding: houten lambrisering, gecanneleerde pilasters met kapitelen met florale motieven, plafonds met opeenvolgende kooflijsten, geblokte lijsten en lijsten met eveneens bloemmotieven. Ook de marmeren vloer met zwart-wit patroon bleef behouden. Er is ook binnenschrijnwerk bewaard, deels met gekleurd glas. Er is een eenvoudige houten trap met ronde trappaal en spijlen. Op het gelijkvloers bevinden zich een drietal salons. Een eerste klein salon (plankenvloer) met neoclassicistische inslag, stucwerk met florale motieven, houten schouwtje met neorenaissancistische inslag. Een tweede salon is ingericht als "Vlaamse kamer" ook met neorenaissancistische inslag: beschilderde balkenlagen met opgelegde leeuw- en florale motieven, houten lambrisering en schouw met grotesken. De schouwmantel is bekleed met Delftse tegeltjes een landschapstafereel en uilen. Een derde klein salon (plankenvloer) met houten schouw (eveneens met neorenaissancistische inslag) heeft vlakke muurbeschildering in visgraatverband en een beschilderd cassettenplafond met terugkerende motieven (leeuw en bloemen). Op de tweede verdieping is er een bewaarde tekening uit de Eerste Wereldoorlog, nl. (soep)bedeling van Duitse soldaten.

## Publicaties
- Oeuvres choisies:
  - Tome I Le professeur, Brussel, 1954
  - Tome II Le théoricien de l'action ouvrière, Brussel, 1955
  - Tome III Le défenseur de la Paix, Brussel, 1956
  - Tome IV Le journaliste, Brussel, 1962